# Hydroporus inscitus
Hydroporus inscitus är en skalbaggsart som beskrevs av Sharp 1882. Hydroporus inscitus ingår i släktet Hydroporus och familjen dykare. Inga underarter finns listade i Catalogue of Life.